# Schloss Troja

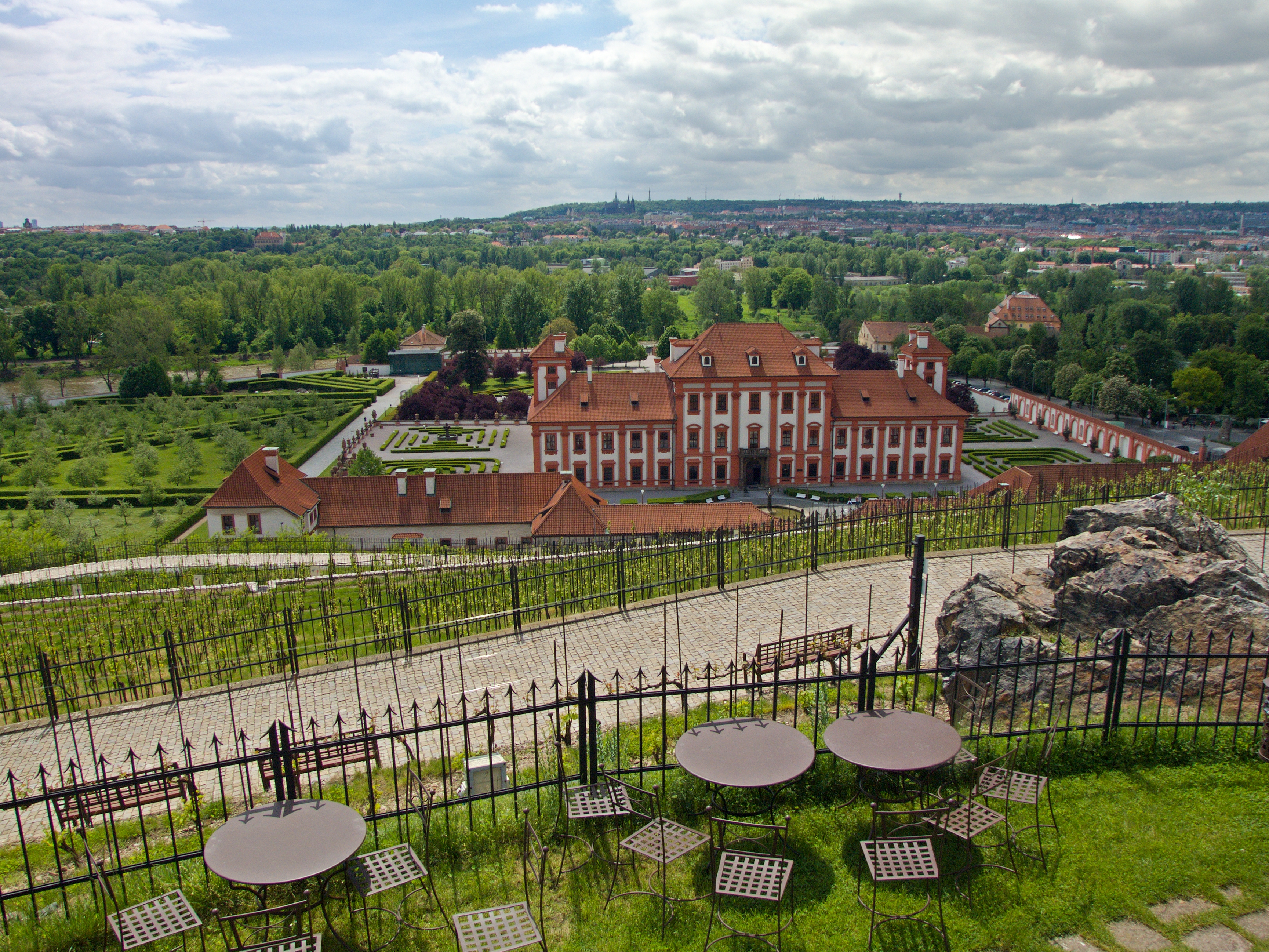
Schloss Troja

Das Schloss Troja (tschechisch Zámek Troja oder Trojský zámek) ist ein von 1679 bis 1685 erbautes barockes Lustschloss nördlich der Altstadt von Prag in Tschechien. Es liegt heute im nördlichen Stadtteil Troja. Das Anwesen ist berühmt für die Verbindung von Architektur, Skulptur und illusionistischer Deckenmalerei.

## Geschichte

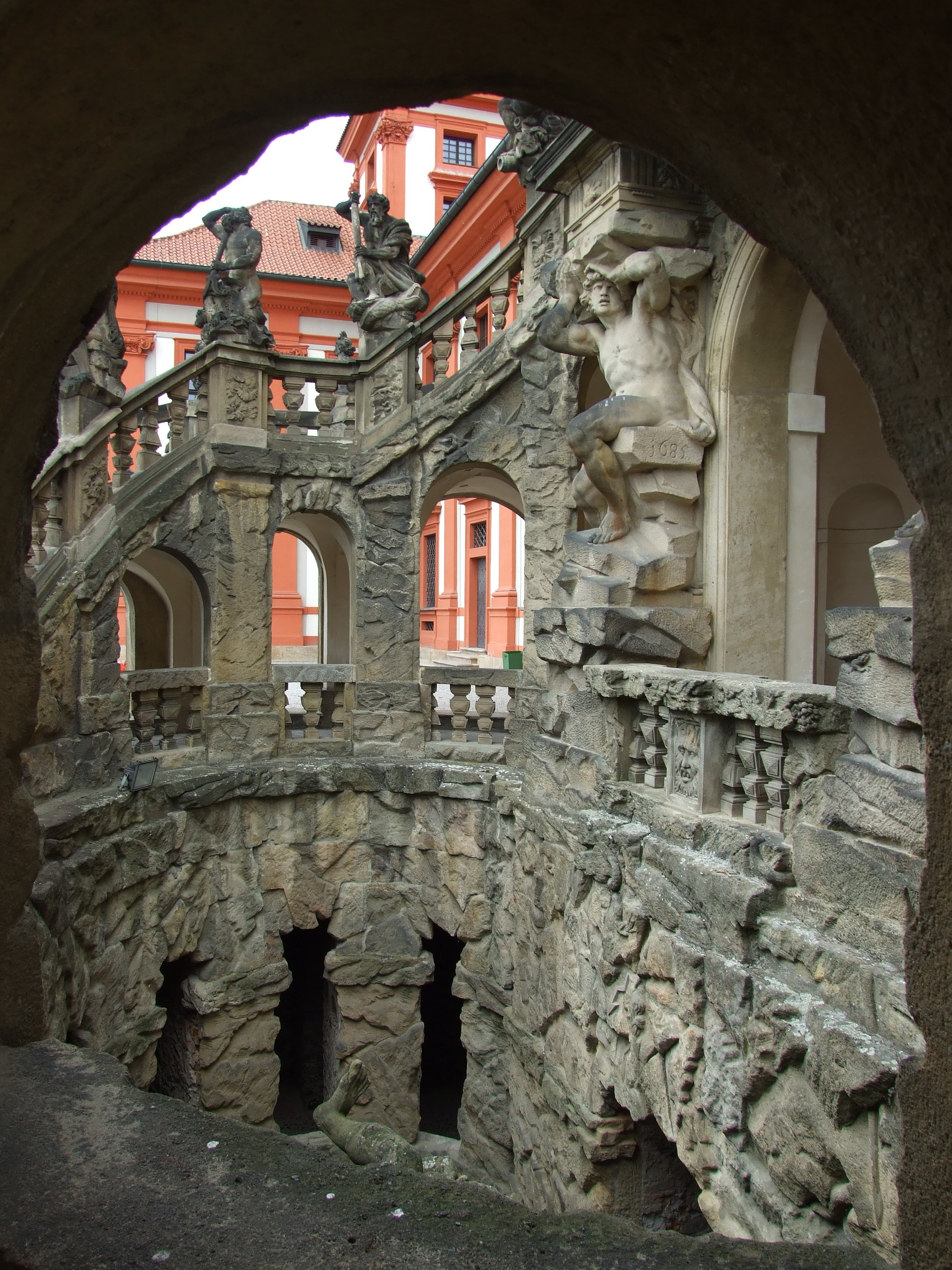
Gartentreppe mit den Skulpturen von Heermann

Wenzel Adalbert Graf von Sternberg (Václav Vojtěch ze Šternberka) ließ 1679–1685 in Troja ein villenartiges Lustschloss im Barockstil nach Entwürfen von Jean Baptiste Mathey errichten, wobei vermutlich frühere Pläne von Giovanni Domenico Orsi de Orsini berücksichtigt wurden. Bauleiter war Silvestro Carlone.
Die wesentlichen Sandsteinfiguren der geschwungenen Freitreppe wurden 1683 – 1695 von dem sächsischen Bildhauer George Heermann geschaffen, der vorher am Palais im Großen Garten in Dresden gearbeitet hatte. Es handelt sich um Zeus, Athene, Nike, Kronos, Dionysos, Herakles, Hephäst, Ares, Poseidon, Hades, Apollon, Hermes, Prometheus, Artemis und Demeter. Wahrscheinlich wurden die Statuen in Dresden geschaffen.
Die Ausschmückung des Schlosses mit Wand- und Deckengemälden besorgten im Wesentlichen die Italiener Francesco und Giovanni Marchetti sowie die Antwerpener Brüder Abraham und Isaak Godyn, darunter die Apotheose des Hauses Habsburg im zentralen Großen Saal.

## Lage und Gebäude
Das Schloss liegt auf einer aufgeschütteten Terrasse nördlich der Moldau und zu Füßen der nach Bohnice hinaufragenden Hänge und ist heute eingebettet zwischen dem Zoo Prag im Westen, Weinbergen im Norden (daran nördlich anschließend der Botanische Garten von Prag) sowie den beiden schlosseigenen Gartenanlagen im Osten und Süden.
Es besteht aus mehreren Baukörpern: zentrales Corps de Logis mit zwei stummelartigen, auf den Schlossgarten im Süden ausgerichteten Seitenflügeln, Wirtschaftsgebäude und Marstall im Norden, Orangerien an der Südseite des Gartens. Besonders die dem Garten zugewandte Fassade des Corps de Logis mit der vorgelagerten Freitreppe gehört zu den herausragenden Leistungen des barocken Profanbaus in Böhmen.

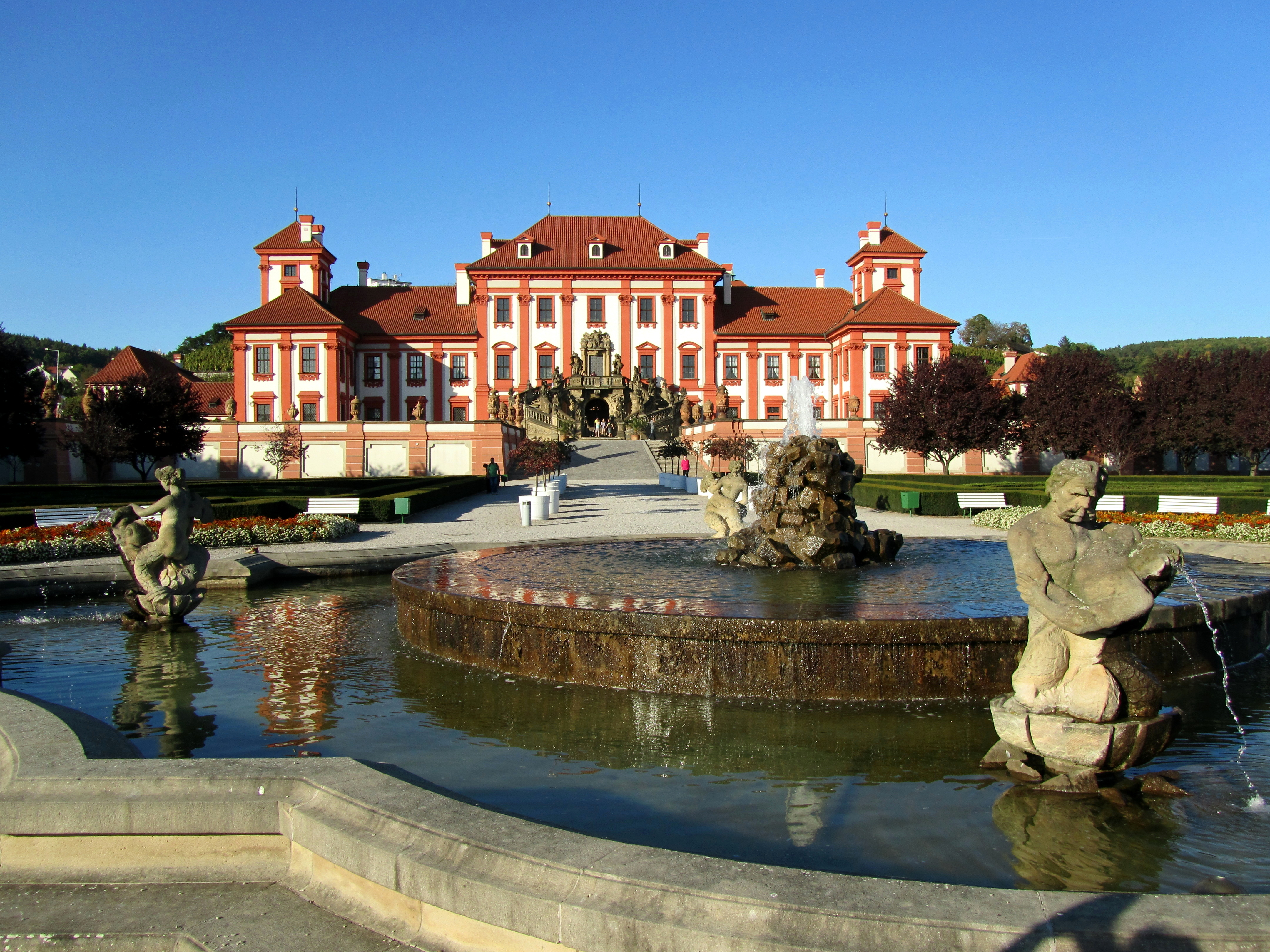
Brunnen vor dem Schloss

Zwischen Schloss und Moldau befindet sich ein kleiner barocker Schlossgarten nach französischem Vorbild mit einer großen zentralen Brunnenanlage. Im Osten schließt ein ebenfalls barock angelegter Obstgarten an, in dessen Mitte sich an der Kreuzung der Wegachsen ein Labyrinth befindet.
Im Schloss werden böhmische Kunst des 19. Jahrhunderts sowie historische Kostüme aus den Sammlungen des Kunstmuseums ausgestellt. Eine weitere Ausstellung zeigt alte Drucke und Landkarten aus dem Fernen Osten. Seit 2011 ist eine weitere Dauerausstellung über die Wegbereiter der modernen tschechischen Kunst unter dem Titel „Akordy modernosti“ (deutsch: „Anklänge der Modernität“) eingerichtet.